# Брисаго-Валтраваля
Бриса̀го-Валтрава̀ля (на италиански: Brissago-Valtravaglia; на ломбардски: Brisagh, Брисаг) е община в Северна Италия, провинция Варезе, регион Ломбардия. Административен център на общината е село Брисаго (на италиански: Brissago), което е разположено на 429 m надморска височина. Населението на общината е 1120 души (към 2017 г.).